# Alfred Mame

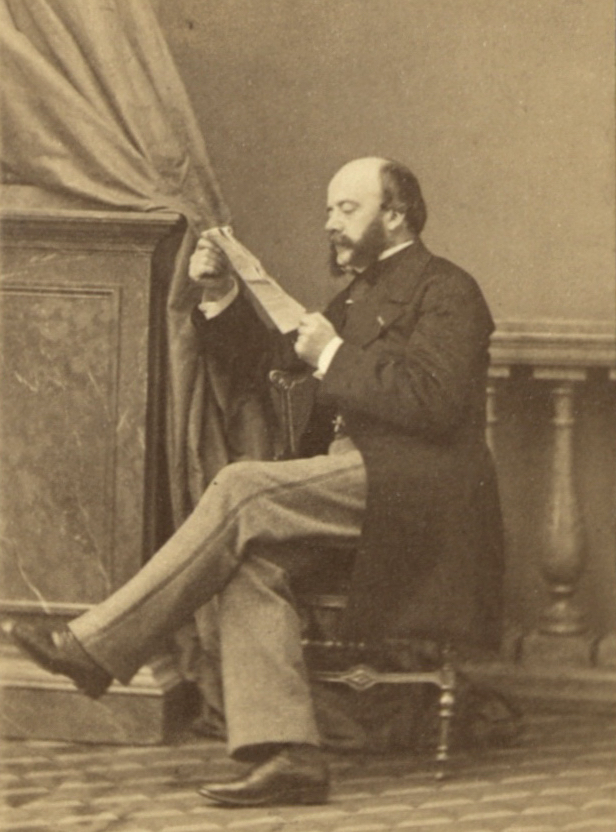
Alfred Mame

Henry Armand Alfred Mame (Tours, 17 augustus 1811 – aldaar, 12 april 1893) was een Franse drukker en uitgever.

## Biografie
Mame werd geboren in een familie van drukkers en nam samen met zijn neef en schoonbroer Auguste Mame in 1833 de familiale drukkerij in Tours over. Deze was gespecialiseerd in religieus drukwerk. Vanaf 1846 stond Alfred Mame alleen aan het hoofd van de drukkerij. Hij bouwde het bedrijf uit tot een drukkerij, boekbinderij en uitgeverij. Hij liet nieuwe bedrijfsgebouwen optrekken voor de 700 werknemers in Tours. Daarbuiten had het bedrijf nog eens 400 tot 500 werknemers. In de geest van het paternalisme richtte hij een bijstands- en een pensioenkas op voor zijn personeel en liet voor hen arbeiderswoningen en scholen bouwen. Bij gelegenheid van zijn 60e huwelijksverjaardag deelde hij zelfs 200.000 francs uit aan zijn personeel.
Naast het religieus drukwerk en schoolboeken gaven de Éditions Mame onder zijn leiding ook luxueuze drukwerken uit, waarbij veel aandacht werd besteed aan typografie en illustraties. Zo gaf hij een bijbel met illustraties van Gustave Doré uit.
In 1874 werd Mame commandeur in het Legioen van Eer.
Na zijn dood werd de uitgeverij verdergezet door zijn zoon en twee kleinzonen.

## Afbeeldingen

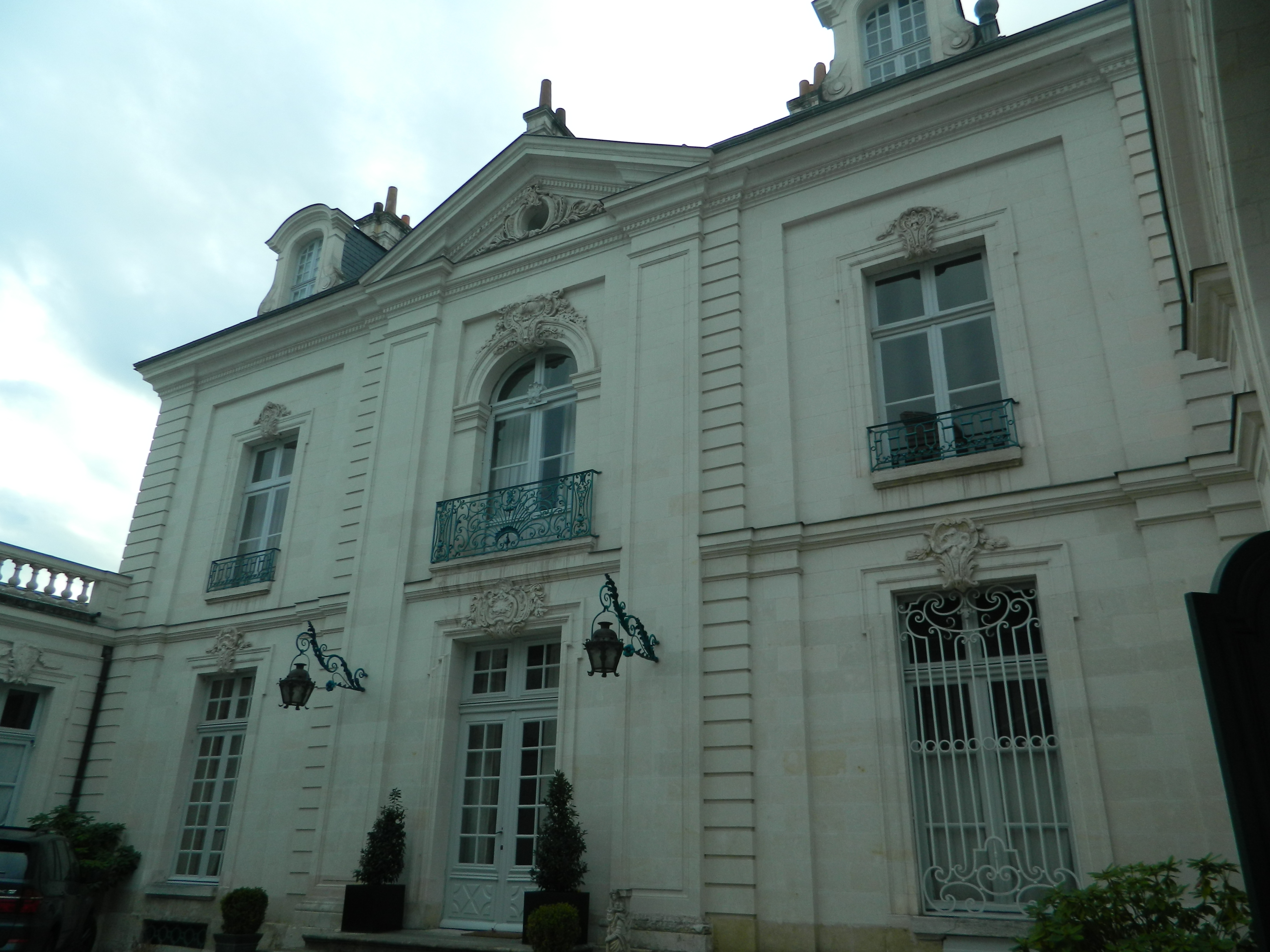
Zijn woning, het Hôtel Mame in Tours
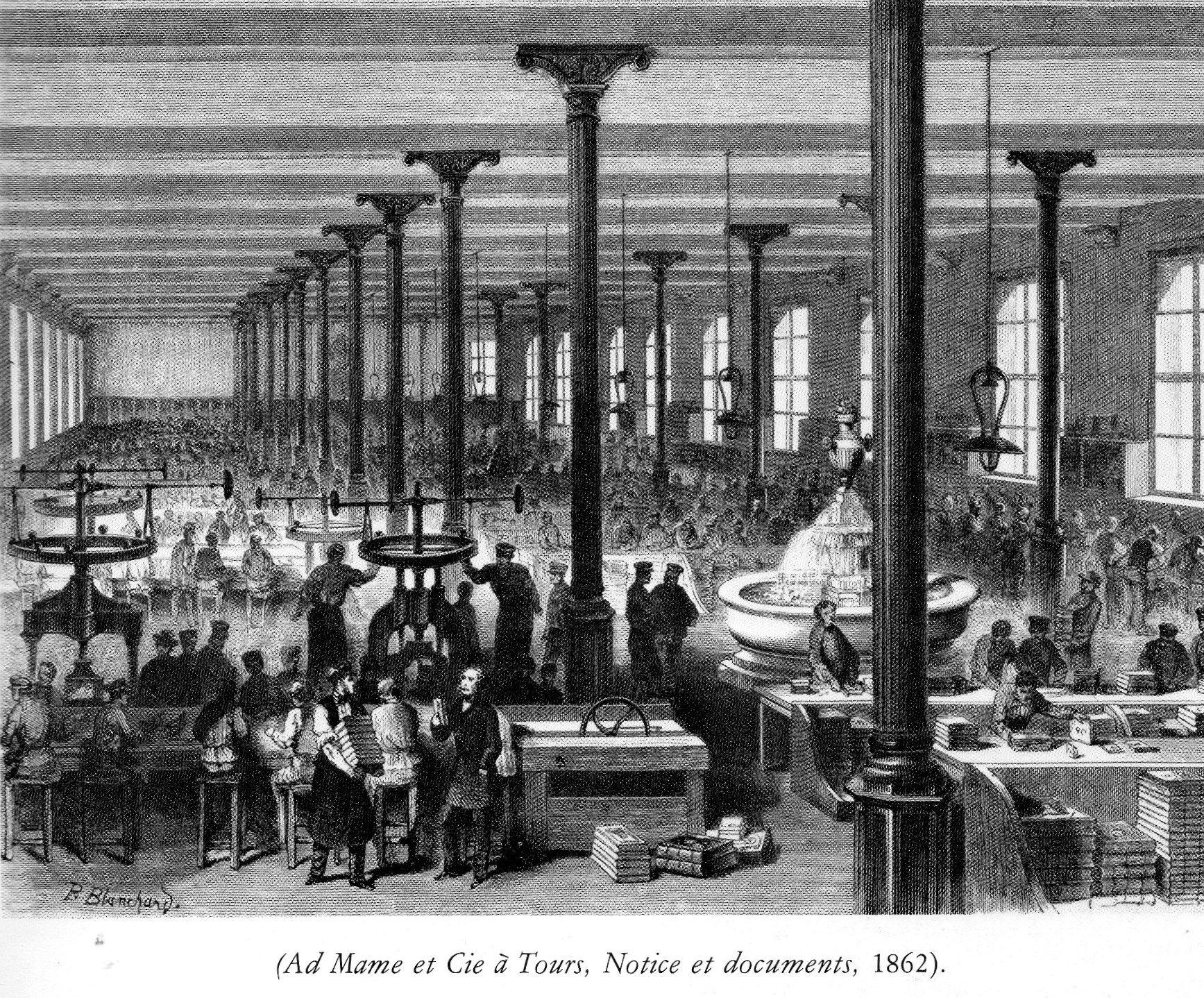
Drukkerij van Mame in Tours (1862)
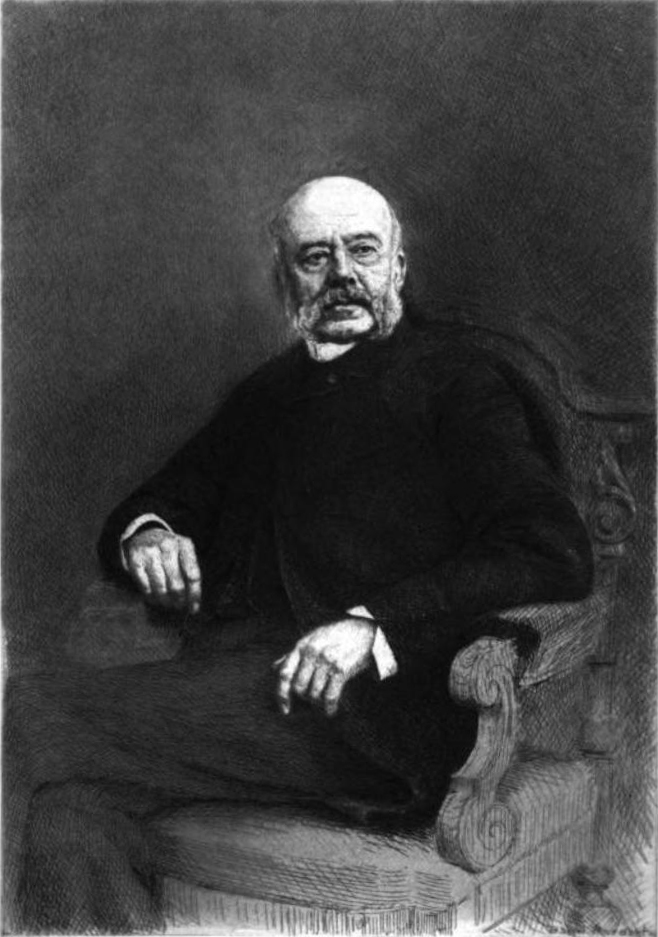
Alfred Mame op oudere leeftijd